# Бем, Дональд
Дональд Рем «Дон» Бем (англ. Donald Ray «Don» Behm; Ванкувер (Вашингтон), США) — американский борец вольного стиля, серебряный призёр Олимпийских игр, двукратный серебряный призёр чемпионатов мира, победитель Панамериканских игр.

## Биография
Дон Бем родился в штате Вашингтон, вырос в селении Уиннетка, штат Иллинойс. В детстве хотел заниматься гимнастикой, но у него не получилось. В девятом классе школы он пришёл в борцовский зал, где занимался его брат, и начал заниматься. Уже в школе побеждал на соревнованиях штата. После школы подал документы в Университет Оклахомы, где традиционно была самая сильная команда борцов, но ему отказали в стипендии, как впоследствии оказалось по ошибке, тогда Дон Бем поступил в Мичиганский университет. На первом курсе в 1963 году пробовал себя в отборе на Олимпийские игры 1964 года, однако это ему не удалось. В 1965 году был третьим на чемпионате США среди студентов (по версии NCAA), в 1967 году вторым. В 1968 году на регулярном чемпионате США (по версии AAU) был лишь четвёртым.
Пройдя отборочные соревнования, попал в олимпийскую сборную на игры 1968 года, где выступал в соревнованиях по вольной борьбе в легчайшем весе и сумел завоевать серебряную медаль.
См. таблицу турнира.
В 1969 году стал вице-чемпионом мира в легчайшем весе, а в 1970 году был лишь пятым. Но в 1970 году сумел одержать победу на престижном международном турнире в Тбилиси. В 1971 году стал победителем Панамериканских игр, и вновь завоевал звание вице-чемпиона мира. В 1972 году был запасным в олимпийской сборной США, уступив Ричарду Сандерсу. В 1973 году был серебряным призёром розыгрыша Кубка мира, а на чемпионате мира остался четвёртым. В 1973 году стал чемпионом США, в 1974 году повторил успех. В 1975 и 1976 годах на чемпионате США был пятым, в 1977 году стал бронзовым призёром и оставил карьеру.
По окончании карьеры в большом спорте стал тренером по борьбе. С 1977 по 1983 год был членом тренерского штаба Amateur Athletic Union (AAU, организации, под эгидой которой в США долгое время проводились почти все национальные чемпионаты по различным видам спорта, в том числе, по борьбе), а затем работал тренером в средней школе в Восточном Лансинге. В 2012 году ушёл на пенсию из-за сердечного приступа.
В 1993 году стал чемпионом мира среди ветеранов.
Введён в несколько Залов славы, в том числе в Национальный зал славы борьбы (2004).